# Елені Фурейра
Елені Фурейра (грец. Ελενη Φουρεϊρα) — грецька попспівачка. Представниця Кіпру на Євробаченні-2018.

## Творча біографія
Елені Фурейра народилася 7 березня 1987 року у місті Фієрі, Албанія. Співом почала займатися у віці 3 років. Навчалася гри на гітарі. Після закінчення середньої школи вивчала дизайн одягу. Професійно займатися музикою почала у 18 років. Незабаром отримала пропозицію від продюсерів Василіса Контопулоса та Андреаса Ятракоса стати учасницею створюваного гурту «Mystique». Вже перша записана гуртом пісня ж «Σε άλλη σελίδα» стала радіохітом. Згодом було випущено студійний альбом «Μαζί». Гурт співпраював із Нікосом Вертісом, Стаматісом Гонідісом, Нікосом Макропулосом і Паносом Кіамосом. Однак після запису пісні «Μην κάνεις πως δεν θυμάσαι» Елені Фурейра залишила гурт і розпочала сольну кар'єру.
У лютому 2010 року співачка взяла участь у грецькому фіналі національного відбору на конкурс Євробачення із піснею «Η κιβωτός του Νώε» Маноса Піроволакіса та Янніса Бадуракіса. Незабаром було записано вибуховий дует із Θηρίο «Μια νύχτα μόνο», який пізніше увійшов до альбому «Πάρτα όλα». Крім того, спільно із Dan Balan записала англо-грецькомовну версію пісні «Chica Bomb». Її було виконано на премії вручення MAD Video Music Awards 2010.
У листопаді 2010 року Фурейра також взяла участь у благодійному шоу «Just the 2 of Us» телеканалу Mega Channel, де здобула перемогу разом із Панайотісом Петракісом серед 12 пар. Тоді ж розпочалася робота над студійним альбомом під назвою «Ελένη Φουρέιρα». За два місяці альбом отримав статус платинового. Найбільшу популярність здобули пісні «Το ‘χω» та «Άσε με», а також дует із Панайотісом Петракісом «Σημάδια». Співачка також співпрацювала із Василісом Каррасом, Наташею Теодоріду, Ангелікі Іліаді, Костасом Мартакісом, Христосом Холідісом, Паолою і Паносом Кіамосом. Вона здобула перемогу у номінації «Найкращий артист-новачок» MAD Video Music Awards 2011.
2012 року було записано ще кілька хітів, зокрема «Reggaeton», «To party den stamata» в дуеті із Midenistis, «Stou erwta thn trela». Пісня «Reggaeton» принесла співачці кілька номінацій премії MAD Video Music Awards 2012 і перемогу в номінації «Найкращий відеокліп — попмузика». Від 21 жовтня виступатиме в Афінській Арені поряд із Сакісом Рувасом та гуртом Onirama. 25 червня 2013 року на 10 церемонії вручення премії Mad Video Music Awards Елені Фурейра отримала нагороду в номінації Fashion Icon. Взимку 2014–2015 років співачка виступає в Афінах і клубі Κέντρο Αθηνών разом з Нікосом Вертісом.

## Премії та нагороди
- 2018 MAD Video Music Awards: перемога в номінації Найкраща виконавиця (Best Female Modern Artist)[7]